# Gymnázium Varnsdorf
Gymnázium Varnsdorf je katolické gymnázium poskytující osmileté všeobecné gymnaziální vzdělání. Škola klade obzvláštní důraz především na výuku v oblasti jazyků, informační a výpočetní techniky a estetické výchovy a na výchovu v křesťanském duchu. Škola nemá vlastní internát ani jídelnu, na obědy žáci dochází do jídelny patřící ZŠ Náměstí.

## Historie
Gymnázium bylo založeno jako Biskupské gymnázium Varnsdorf v roce 1995 z rozhodnutí litoměřického biskupa Koukla a výuku zahájilo v září 1996. V roce 2006 byla škola přejmenována na Gymnázium Varnsdorf.